# Стоцький Дмитро Валерійович
Дмитро́ Вале́рійович Сто́цький (нар. 1 грудня 1989, Калінінград, РРФСР) — російський футболіст, захисник клубу «Парі Нижній Новгород».

## Життєпис
Народився 1 грудня 1989 в місті Калінінград, РРФСР. Перший тренер — Віктор Шиленков (хоча більшу частину часу, себто з 7 до 18 років займався у Віктора Бірюкова). 1 листопада 2009 року у грі з новотроїцькою «Ностею» Стоцький вийшовши на заміну на 81-й хвилині, провівши свій перший виступ за «Балтику». У 2010-му півроку провів як орендований гравець команди вищого литовського дивізіону «ФК Клайпеда», де відіграв 13 матчів і одного разу відзначився. З сезону 2011/12 був постійним гравцем стартового складу «Балтики». У сезоні 2014/15 після того як команду полишив Григорій Чіркін, став капітаном клубу. У лютому 2015 приєднався до складу «Уфи», уклавши угоду на 2,5 роки. Свій перший виступ у складі уфимців провів 8 березня з московським «Динамо», провівши на полі всі 90 хвилин.
Влітку 2018 став гравцем «Краснодара».